# Kuniaki Shibata
Kuniaki Shibata (jap. 柴田国明 Shibata Kuniaki; ur. 29 marca 1947 w Hitachi) – japoński bokser, zawodowy mistrz świata w wadze piórkowej i junior lekkiej.
Rozpoczął karierę boksera zawodowego w 1965. W 1970 zdobył wakujący tytuł mistrza Japonii w wadze piórkowej. 11 grudnia tego roku w Tijuanie pokonał mistrza świata federacji WBC w wadze piórkowej Vicente Saldívara przez poddanie w 12. rundzie i odebrał mu tytuł. Obronił go wygrywając 3 czerwca 1971 w Tokio z Raulem Cruzem przez nokaut w 1. rundzie i remisując z Ernesto Marcelem 11 listopada tego roku w Matsuyamie. W kolejnej walce 19 maja 1972 w Tokio stracił mistrzostwo, gdy Clemente Sánchez znokautował go w 3. rundzie.
Shibata przeniósł się do kategorii junior lekkiej (zwanej również super piórkową). 12 marca 1973 w Honolulu zmierzył się w walce o tytuł mistrza świata federacji WBA tej kategorii z obrońcą pasa Benem Villaflorem. Wygrał jednogłośnie na punkty i ponownie został mistrzem świata, tym razem w wyższej wadze. Obronił ten tytuł 19 czerwca 1973 w Tokio po wygranej na punkty z Victorem Federico Echegarayem, ale w walce rewanżowej 17 października tego roku w Honolulu został znokautowany w 1. rundzie przez Villaflora, który tym samym odzyskał mistrzostwo.
Już w następnej walce Shibata znowu został mistrzem świata, tym razem federacji WBC w wadze junior lekkiej. 28 lutego 1974 w Tokio pokonał na punkty dotychczasowego mistrza Ricardo Arredondo. W obronie tytułu wygrał z Antonio Amayą 27 czerwca 1974 na punkty i z Ramiro Bolanosem 3 października tego roku przez techniczny nokaut w 15. rundzie, oba razy w Tokio, a także z Ouldem Makloufim 27 marca 1975 w Fukuoce na punkty. 5 lipca 1975 w Mito Alfredo Escalera znokautował Shibatę w 2. rundzie i odebrał mu tytuł mistrza świata. Shibata stoczył jeszcze trzy walki i zakończył karierę w 1977.